# Wilhelm Wigand

Wilhelm Wigand

Wilhelm Antonius Friedrich Karl Wigand (* 2. Juli 1895 in Barth; † 22. April 1945 in Großkrausnik, Landkreis Luckau) war ein deutscher Politiker (NSDAP).

## Leben und Wirken
Wilhelm Wigand wurde am 2. Juli 1895 in Barth, einer Kleinstadt in Mecklenburg-Vorpommern, geboren. Seine Eltern waren der „Eisenbahn-Betriebs- und verkehrskontrolleur“ Wilhelm Wigand (1854–1943) und dessen Ehefrau Anna, geb. König (1873–1929). Eine Schwester wurde im Juli 1900 in Halle (Saale) geboren, später zog die Familie nach Berlin.
Nach dem Besuch des Gymnasiums, das er mit dem Abitur abschloss, nahm Wigand von 1914 bis 1918 am Ersten Weltkrieg teil. Während des Krieges wurde er verwundet, mit dem Eisernen Kreuz II. Klasse ausgezeichnet und bis zum Unteroffizier befördert wurde. In der Schlussphase des Krieges galt Wigand als vermisst. Tatsächlich befand er sich von November 1918 bis März 1920 in französischer Kriegsgefangenschaft. Nach seiner Rückkehr aus dem Krieg hörte er Vorlesungen über Geschichte und Germanistik an verschiedenen Universitäten.
Von 1922 bis 1927 verdiente Wigand seinen Lebensunterhalt als Polizeibeamter.
Am 1. März 1928 trat Wigand in die Nationalsozialistische Deutsche Arbeiterpartei (NSDAP) ein (Mitgliedsnummer 76.700). In der Partei übernahm er zunächst vor allem Aufgaben in der Sturmabteilung (SA). 
Bei der Reichstagswahl im September 1930 wurde Wigand als Kandidat der NSDAP für den Wahlkreis 5 (Frankfurt an der Oder) in den Reichstag der Weimarer Republik gewählt. Nachdem sein Mandat in den folgenden Jahren sechs Mal bei Wahlen bestätigt wurde – Juli 1932, November 1932, März 1933, November 1933, März 1936 und Mai 1938 – gehörte Wigand dem deutschen Parlament insgesamt knapp vierzehneinhalb Jahre lang, vom September 1930 bis zum Ende der NS-Herrschaft im Mai 1945, an. Zu den wichtigen parlamentarischen Ereignissen, an denen Wigand während seiner Abgeordnetenzeit beteiligt war, zählte unter anderem die Abstimmung über das Ermächtigungsgesetz im März 1933, das unter anderem mit Wigands Stimme beschlossen wurde und die Grundlage für die Errichtung der NS-Diktatur bildete.
Nach dem Machtantritt der Nationalsozialisten amtierte Wigand von 1933 bis 1945 als Landrat von Luckau. Dort hatte er 1938 seinen Wohnsitz an der Adresse Klinkmüllerstraße 12. Er kam in der Schlussphase des Zweiten Weltkriegs ums Leben. Seine Sterbeurkunde, die erst 1951 ausgestellt wurde, gibt an, dass er im April 1945 in der Gemarkung Großkrausnik starb und als Todesursache "Erschossen", wobei es aufgrund der Urkunde unklar ist, ob er sich selbst erschoss oder durch Dritte erschossen wurde.

## Ehe und Familie
Wigand heiratete im Jahr 1932 in Betsche Luise Emma Licht.